# Лансдаун (Вирџинија)
Лансдаун (енгл. Lansdowne) насељено је место без административног статуса у америчкој савезној држави Вирџинија.

## Демографија
По попису из 2010. године број становника је 11.253.
| Група             | 2000.    | 2010.         |
| Белци             | 0 (0,0%) | 7.184 (63,8%) |
| Афроамериканци    | 0 (0,0%) | 1.051 (9,3%)  |
| Азијати           | 0 (0,0%) | 1.774 (15,8%) |
| Хиспаноамериканци | 0 (0,0%) | 811 (7,2%)    |
| Укупно            | 0        | 11.253        |